# Федорчик, Божена
Боже́на Федорчик (пол. Bożena Fedorczyk; род. 1 января 1961 года, Польша) — польская актриса.
Известна по своим ролям в фильмах в детстве. Сотрудничала с режиссёром Янушом Насфетером.
В 1975 году её первый фильм «Бабочка» был показан на итальянском телевидении компанией RAI с итальянским дублированием.
Божена замужем, у неё есть двое детей.

## Фильмография
| Год  | Название            | Персонаж |
| ---- | ------------------- | -------- |
| 1972 | Бабочка             | Моника   |
| 1973 | Не буду тебя любить | Божена   |
| 1976 | Менор               | Сюзан    |

## Награды
- 1975: премия Дома Культуры в Белграде за роль в фильме «Бабочка»